# Darrell Armstrong
Le texte peut changer fréquemment, n’est peut-être pas à jour et peut manquer de recul. 
Le titre et la description de l'acte concerné reposent sur la qualification juridique retenue lors de la rédaction de l'article et peuvent évoluer en même temps que celle-ci.
Darrell Eugene Armstrong, né le 22 juin 1968 à Gastonia en Caroline du Nord, est un joueur puis entraîneur américain de basket-ball. Il évolue au poste de meneur.

## Biographie

### Carrière

#### Débuts
Armstrong ne joua pas au basket-ball au lycée avant son année senior, et ne joua pas à l'université avant son année junior. Armstrong joua en NCAA à l'Université d'État de Fayetteville. Après l'université, il ne fut pas drafté par la NBA, mais joua pour la Global Basketball Association et la United States Basketball League ainsi qu'en Europe. Il commença sa carrière professionnelle à Larnaca à Chypre dans l'équipe de Pezoporikos.

#### Carrière NBA
Il signa son premier contrat en NBA en tant qu'agent libre, free agent pour le Magic d'Orlando en 1995. Armstrong remporta le trophée du NBA Sixth Man of the Year et le trophée NBA Most Improved Player en 1999 faisant de lui le premier joueur de l'histoire de la NBA à gagner les deux trophées la même année. Il devint alors le meneur de jeu titulaire du Magic. Durant ses neuf années à Orlando, le Magic n'a jamais réalisé de bilan négatif, jouant les playoffs à sept reprises. Durant l'intersaison 2003, Armstrong signa avec les Hornets de la Nouvelle-Orléans en tant qu'agent libre. Il fut transféré par les Hornets aux Mavericks de Dallas en échange de Dan Dickau et un second tour de draft le 3 décembre 2004. Après sa participation aux Finales NBA 2005-2006 avec les Mavericks, il fut transféré aux Pacers de l'Indiana en échange du meneur Anthony Johnson en juillet 2006. 
En juillet 2010, il dirige l'équipe des Mavericks de Dallas lors du tournoi NBA summer League de Las Vegas.

## Profil de joueur
Armstrong est respecté en NBA pour son intensité et sa dureté en défense. Lors de ses débuts de 1998 à 2000, il ne marquait pas uniquement une dizaine de points par match, mais aussi deux interceptions et plus de six passes décisives par match. 
Armstrong rata un layup renversé au Slam Dunk Contest 1996 du All-Star Game où il a tenté de dunker avec la paire de baskets pointure 57 de son coéquipier Shaquille O'Neal. Le "dunk" fut qualifié de pire dunk de l'histoire du Slam Dunk Contest par Kenny Smith.

## Affaire judiciaire
En février 2025, Darrell Armstrong a été pour voies de fait graves avec une arme mortelle, à 3h45 du matin Darrell se disputaientt avec une femme, Darrell Armstrong aurait frappé cette femme avec une arme à feu et il aurait menacé de la tuer.

## Statistiques
| Sixième homme de l'année | Meilleure progression de l'année |

### Saison régulière
| Saison    | Équipe      | Matchs | Titul. | Min./m | % Tir | % 3pts | % LF  | Rbds/m. | Pass/m. | Int/m. | Ctr/m. | Pts/m. |
| --------- | ----------- | ------ | ------ | ------ | ----- | ------ | ----- | ------- | ------- | ------ | ------ | ------ |
| 1994-1995 | Orlando     | 3      | 0      | 2.7    | .375  | .333   | 1.000 | .3      | 1.0     | .3     | .0     | 3.3    |
| 1995-1996 | Orlando     | 13     | 0      | 3.2    | .500  | .500   | 1.000 | .2      | .4      | .5     | .0     | 3.2    |
| 1996-1997 | Orlando     | 67     | 0      | 15.1   | .383  | .304   | .868  | 1.1     | 2.6     | .9     | .1     | 6.1    |
| 1997-1998 | Orlando     | 48     | 17     | 25.8   | .411  | .368   | .854  | 3.3     | 4.9     | 1.2    | .1     | 9.2    |
| 1998-1999 | Orlando     | 50     | 15     | 30.0   | .441  | .365   | .904  | 3.6     | 6.7     | 2.2    | .1     | 13.8   |
| 1999-2000 | Orlando     | 82     | 82     | 31.6   | .433  | .340   | .911  | 3.3     | 6.1     | 2.1    | .1     | 16.2   |
| 2000-2001 | Orlando     | 75     | 75     | 36.9   | .412  | .355   | .884  | 4.6     | 7.0     | 1.8    | .2     | 15.9   |
| 2001-2002 | Orlando     | 82     | 79     | 33.3   | .419  | .349   | .888  | 3.9     | 5.5     | 1.9    | .1     | 12.4   |
| 2002-2003 | Orlando     | 82     | 23     | 28.7   | .409  | .336   | .878  | 3.6     | 3.9     | 1.6    | .2     | 9.4    |
| 2003-2004 | New Orleans | 79     | 22     | 28.4   | .395  | .315   | .854  | 2.9     | 3.9     | 1.7    | .2     | 10.6   |
| 2004-2005 | New Orleans | 14     | 9      | 29.4   | .333  | .243   | .905  | 3.4     | 4.6     | 1.1    | .1     | 10.1   |
| 2004-2005 | Dallas      | 52     | 7      | 11.1   | .305  | .268   | .830  | 1.3     | 2.2     | .6     | .1     | 2.3    |
| 2005-2006 | Dallas      | 62     | 2      | 10.0   | .336  | .229   | .786  | 1.3     | 1.4     | .4     | .1     | 2.1    |
| 2006-2007 | Indiana     | 81     | 4      | 15.7   | .414  | .336   | .785  | 1.7     | 2.4     | .9     | .1     | 5.6    |
| 2007-2008 | New Jersey  | 50     | 2      | 11.0   | .364  | .333   | .667  | 1.3     | 1.5     | .6     | .0     | 2.5    |
| Carrière  | Carrière    | 840    | 337    | 23.7   | .409  | .334   | .871  | 2.7     | 4.0     | 1.4    | .1     | 9.2    |

### Playoffs
| Saison   | Équipe      | Matchs | Titul. | Min./m | % Tir | % 3pts | % LF  | Rbds/m. | Pass/m. | Int/m. | Ctr/m. | Pts/m. |
| -------- | ----------- | ------ | ------ | ------ | ----- | ------ | ----- | ------- | ------- | ------ | ------ | ------ |
| 1997     | Orlando     | 5      | 0      | 28.6   | .476  | .333   | .846  | 4.2     | 3.4     | 1.6    | .2     | 11.4   |
| 1999     | Orlando     | 4      | 4      | 40.8   | .370  | .375   | 1.000 | 5.0     | 6.3     | 2.2    | .0     | 14.8   |
| 2001     | Orlando     | 4      | 4      | 41.8   | .378  | .368   | .923  | 5.5     | 4.8     | 2.0    | .5     | 13.3   |
| 2002     | Orlando     | 4      | 4      | 39.5   | .476  | .235   | .810  | 2.8     | 3.3     | 1.2    | .0     | 15.3   |
| 2003     | Orlando     | 7      | 1      | 32.3   | .455  | .333   | .909  | 2.4     | 3.7     | .9     | .0     | 9.4    |
| 2004     | New Orleans | 7      | 0      | 21.4   | .235  | .200   | 1.000 | 2.1     | 2.3     | .9     | .0     | 3.4    |
| 2005     | Dallas      | 9      | 0      | 7.3    | .500  | .250   | .000  | .4      | 1.0     | .3     | .2     | 2.0    |
| 2006     | Dallas      | 11     | 0      | 4.3    | .200  | .000   | 1.000 | .6      | .2      | .3     | .1     | .7     |
| Carrière | Carrière    | 51     | 13     | 22.0   | .398  | .287   | .900  | 2.3     | 2.5     | .9     | .1     | 6.8    |